# Калегари, Санто
Санто Калегари Старший (итал. Santo Calegari; 1662—1717) — итальянский скульптор периода позднего барокко.

## Биография
Родился в Брешии в 1662 году.

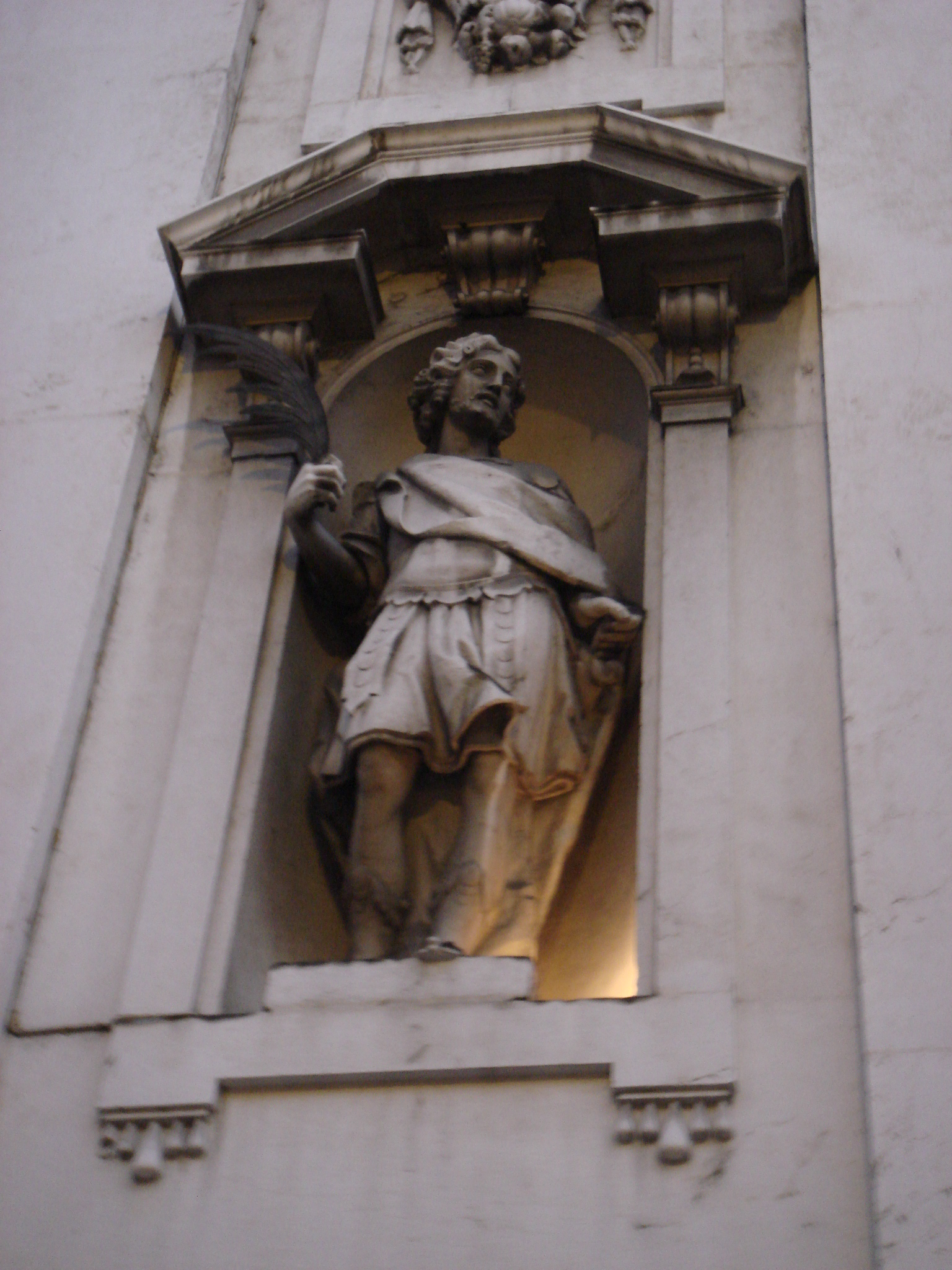
Санто Калегари. Статуя мученика Иовита (Брешия)

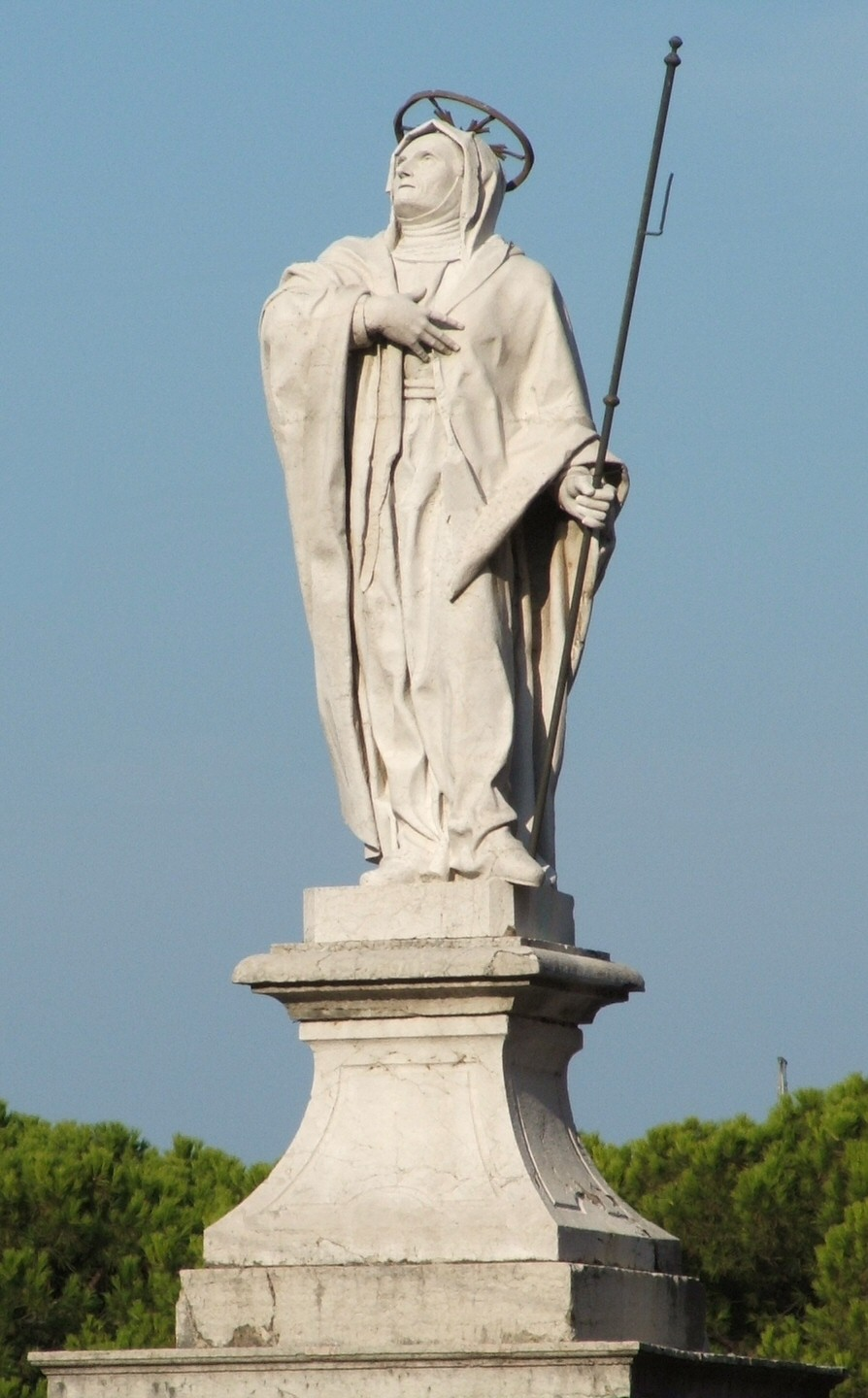
Санто Калегари. Памятник святой Анджеле Меричи в Дезенцано-дель-Гарда, Италия

Глава семьи скульпторов, плодотворно работавших в Брешии со второй половины XVII до начала XIX века.
Творил под влиянием работ Алессандро Альгарди.
Умер в Брешии в 1717 году.
Его сын Алессандро (1698—1777) также был скульптором.

## Избранные работы
- статуи Святого Роха и Святого Себастьяна (1690) в приходской церкви Трескоре-Бальнеарио (Бергамо)
- статуи Марса и Паллады, датированные 1715, на фасаде Палаццо Martinengo Palatini в Брешии
- статуи Святого Петра и Святого Павла